# کورانا
کورانا (به ایتالیایی: Corana) یک کومونه در ایتالیا است که در استان پاویا واقع شده‌است.

## خصوصیات
کورانا ۱۳٫۰ کیلومترمربع مساحت و ۷۸۵ نفر جمعیت دارد و ۷۱ متر بالاتر از سطح دریا واقع شده‌است.